# 拉姆巴
拉姆巴（Lambha），是印度古吉拉特邦Ahmadabad县的一个城镇。总人口16725（2001年）。

## 人口
该地2001年总人口16725人，其中男性9016人，女性7709人；0—6岁人口2186人，其中男1137人，女1049人；识字率71.73%，其中男性为79.03%，女性为63.20%。